# Face (album của Jimin)
Face (viết cách điệu là FACE) là album phòng thu đầu tay của ca sĩ người Hàn Quốc đồng thời là thành viên của nhóm nhạc BTS Jimin. Được phát hành vào ngày 24 tháng 3 năm 2023 bởi hãng Big Hit Music. Album có tổng cộng 5 bài hát, bao gồm một đĩa đơn chủ đạo mang tên "Set Me Free Pt. 2" và video âm nhạc được đính kèm đã được phát hành vào ngày 17 tháng 3 năm 2023. Đĩa đơn thứ hai mang tên "Like Crazy" và video âm nhạc của ca khúc đã được phát hành cùng ngày với ngày phát hành album. Là một album nhạc pop có thêm yếu tố hip hop và R&B được chịu ảnh hưởng từ các thể loại như nhạc trap, soul, synth-pop và ballad trữ tình. Kết cấu và tựa đề của album được lấy cảm hứng từ những tác động cảm xúc của đại dịch COVID-19 đối với Jimin đã đúc kết được trong thời gian thu âm, với ca từ thể hiện về sự cô đơn, những bài hát trong album hầu như đều khai thác về các chủ đề về sự tự do và nỗi vật lộn với bản thân.
Album đã ra mắt ở vị trí số một trên bảng xếp hạng Circle Album Chart tại Hàn Quốc và đã phá kỷ lục doanh số bán hàng trong ngày đầu tiên phát hành với hơn 1 triệu bản đã được bán ra và hơn 1,3 triệu bản trong tuần đầu tiên phát hành. Tổng cộng album đã bán được khoảng 1,45 triệu bản đã được bán ra, đưa Jimin trở thành nghệ sĩ solo đầu tiên trong lịch sử Bảng xếp hạng Hanteo đạt được thành tích này. Album đã lọt vào top 10 tại Áo, Bỉ, Canada, Pháp, Đức, Litva, Thụy Sĩ và New Zealand khi nó cũng đã dẫn đầu bảng xếp hạng Oricon Albums, Digital Albums của Oricon và bảng xếp hạng Hot Albums của Billboard Japan tại Nhật Bản. Jimin lần đàu tiên đạt được cả 2 kỷ lục là nghệ sĩ solo đầu tiên trong lịch sử Bảng xếp hạng Hanteo đạt được doanh số 1 triệu bản trong ngày đầu tiên phát hành tại Hàn Quốc và ra mắt ở vị trí số một trên cả hai bảng xếp hạng album Oricon vào năm 2023. Tại Hoa Kỳ, album đã ra mắt ở vị trí thứ hai trên bảng xếp hạng Billboard 200, trở thành album có thứ hạng cao nhất của một nghệ sĩ solo Hàn Quốc trong lịch sử bảng xếp hạng Billboard.

## Bối cảnh
Trong lúc đại dịch COVID-19 vẫn còn đang hoành hành, Jimin đã trải qua nhiều sự nghi ngờ về bản thân và mục đích để trở thành một nghệ sĩ, điều này đã khiến anh phải cố gắng đấu tranh về mặt cảm xúc. Sau khi chuyến lưu diễn Permission to Dance on Stage tại Las Vegas kết thúc, Jimin đã nhiều lần tâm sự với những thành viên trong ban nhạc BTS, nói về những gì mà anh đã trải qua, nghĩ rằng anh là người duy nhất trong ban nhạc, sau đó, họ đã khuyến khích anh hãy thử chuyển những suy nghĩ và cảm xúc của mình thành âm nhạc, điều này sẽ giúp ích rất nhiều cho anh ấy cũng như là một chất xúc tác để anh bắt đầu tích cực làm việc cho album solo của mình. Sau khi quay trở về Hàn Quốc, Jimin đã gặp gỡ các nhà sản xuất từ công ty của mình và đã bắt đầu thực hiện dự án vào đầu năm 2022. Lời khuyên từ các thành viên BTS cũng đã giúp đỡ cho nam ca sĩ phần nào trong quá trình sản xuất, ảnh hưởng đến các quyết định về hướng đi cuối cùng của album, điều mà anh đã từng nói là sẽ "yên tâm" cho anh. Trong một cuộc phỏng vấn với Nikkei Asia, "những tình huống khó xử sâu sắc về âm nhạc" mà Jimin đã phải đối mặt trong suốt quá trình sáng tác đã khiến anh nhận ra rằng anh đã dựa dẫm vào các thành viên cùng nhóm nhiều đến thế nào trong một số việc và đã giúp anh ấy "giải quyết hoàn toàn cái cảm giác lạc lõng và đã vượt qua tất cả những vấn đề đó"

## Sáng tác
Jimin và những ảnh hưởng cảm xúc đằng sau album Face, Rolling Stone
Về mặt chủ đề, album "đi sâu vào câu chuyện của Jimin về việc phải đối mặt với con người thật của mình và tạo ra một bước tiến mới với tư cách là một nghệ sĩ". Album cũng mô tả những cảm xúc mà anh đã trải qua trong vài năm qua từ cơn đại dịch toàn cầu. Đồ họa lịch trình quảng cáo cho album cũng có những ghi chú liên quan như "Vòng tròn cộng hưởng" hay một "Sự phản chiếu của những tâm hồn dễ bị tổn thương và những vết thương chưa lành". Về mặt âm nhạc, nó bao gồm nhiều thể loại, bao gồm pop, hip hop và R&B.
Ca khúc đầu tiên, "Face-Off", là một bài hát chứa cả hai thể loại nhạc trap và nhạc soul bài hát được miêu tả là nó rất dữ dội và nổi loạn và nó chứa rất nhiều sự tức giận. Ca khúc nói về việc "cố gắng tìm lại được khả năng phục hồi sau cái cảm giác bị nghi ngờ và thất vọng". Bài hát mở đầu bằng một giai điệu gợi nhớ đến một âm nhạc lễ hội, không có ý nghĩa cụ thể nào đối với bản thân ca khúc, nhưng nó đã được quyết định trong quá trình sản xuất sau khi các nhà sản xuất đề nghị với Jimin rằng "sẽ hơi nghịch lý hoặc mỉa mai" khi bắt đầu bài hát bằng một thứ "hoàn toàn trái ngược với phần còn lại của sự rung cảm đó".
Ca khúc thứ hai là "Interlude: Dive", một bài hát không lời với nhạc cụ "mơ màng" có âm thanh của nước và có cả tiếng Jimin đang nói chuyện trên sân khấu. Nam ca sĩ cảm thấy "thật tuyệt nếu có một thứ gì đó ở giữa" để kết nối giữa "Face-Off" và "Like Crazy" trong danh sách ca khúc nên phần dạo đầu cũng đã được tạo ra. Từ âm thanh "thở hổn hển" và tiếng chạy đều được nghe thấy trên đường đua cũng là do chính Jimin chạy xung quanh, anh ghi âm lại bằng điện thoại của mình, vì anh muốn "tạo cảm giác rằng anh đang lạc lối và lang thang".
Ca khúc thứ ba và cũng là đĩa đơn thứ hai của album, "Like Crazy", là một bản synth-pop được lấy cảm hứng từ bộ phim cùng tên năm 2011—đây là một trong những bộ phim yêu thích của Jimin—bộ phim mà anh biết lần đầu tiên qua một video kết hợp trên YouTube. Trong một cuộc phỏng vấn với Rolling Stone, Jimin đã nói rằng bộ phim đột nhiên xuất hiện trong tâm trí của anh khi đang thảo luận về ca khúc chính của album và cũng vì anh cảm thấy "nó sẽ rất phù hợp với thể loại bài hát mà [chúng tôi muốn làm]", vì vậy anh đã xem lại bộ phim và rồi đã đưa ra "những điểm truyền cảm hứng khác nhau" vào lời bài hát. Anh giải thích thêm rằng trong khi ca khúc có một cảm giác "mơ màng say sưa" và "cảm thấy hạnh phúc... thì đằng sau đó cũng có sự cô đơn", với những câu như "Tôi thà lạc trong ánh đèn / Tôi mất trí" và "Tôi muốn ở trong giấc mơ này / Đừng cứu tôi". Cũng có thể nghe thấy đoạn trích từ lời thoại của bộ phim, về "lời thì thầm từ những cặp đôi yêu nhau đầy sợ hãi", ở phần đầu và phần cuối của bài hát.
Ca khúc thứ tư, "Alone", là một bản pop ballad "R&B u sầu" được hát trong một quãng giọng trầm, bài hát mang đến cái nhìn thoáng qua về trải nghiệm của anh, người đã từng trải qua đại dịch. Một nỗi "sợ hãi, đầy nghi ngờ và thất vọng"  ca khúc đồng thời cũng truyền tải về sự cô lập cay đắng  ca khúc sử dụng một "hiệu ứng auto-tune nhằm để nhấn mạnh những mô tả về cảm xúc một cách ngắn mạch".
Ca khúc thứ năm và cũng là đĩa đơn đầu tiên của album, Set Me Free Pt. 2 kể lại về câu chuyện mà anh đã "quyết tâm, giải thoát bản thân khỏi những cảm xúc đa dạng ẩn sâu trong con người anh" (ngụ ý là Jimin)—nỗi đau, nỗi buồn, sự trống rỗng—với ca từ "quyết đoán" về "tự do và tiến về phía trước". Đây cũng là bài hát đầu tiên mà Jimin đọc rap, thể hiện "một [ý tưởng] về sự quyết tâm, sự đam mê và vượt qua". Về mặt âm nhạc, ca khúc có một dạng "big horn"; một dàn hợp xướng có một bản thu âm mà Jimin đã phải bay đến Hoa Kỳ để giám sát; với nhịp điệu "nghiêm túc";"mạnh mẽ"; cùng với beat "hip-hop nhanh nhẹn"; và một giọng hát Auto-Tune. Album kết thúc với ca khúc thứ sáu là phiên bản tiếng Anh của ca khúc thứ ba "Like Crazy".

## Phát hành
Vào tháng 1 năm 2023, các phương tiện truyền thông của Hàn Quốc bắt đầu đưa tin về màn ra mắt solo chính thức của Jimin. Trong một buổi phát trực tiếp vào ngày 10 tháng 2, Jimin đã xác nhận rằng anh đang thực hiện một album và nó sẽ được phát hành vào tháng 3. Ngay ngày hôm sau, trang báo Star News đã đưa tin rằng Jimin sẽ xuất hiện trên nhiều chương trình âm nhạc hơn để quảng bá cho album và biểu diễn cho hai bài hát. Big Hit Music cũng đã chính thức công bố về album thông qua một thông báo trên Weverse vào ngày 21 tháng 2. Một video dài khoảng 35 giây "có nhạc nền xung quanh và một loạt các giọt nước tạo ra những gợn sóng trên mặt nước và cuối cùng tạo thành tiêu đề của album" ngay sau đó. Lịch trình về việc quảng bá và nêu chi tiết các kế hoạch khác nhau cho việc giới thiệu về album đã được chia sẻ vào ngày 22 tháng 2 và thời gian đặt trước cho album cũng đã được mở vào cuối ngày hôm đó.
Danh sách ca khúc cũng đã được công bố lần đầu tiên vào ngày 23 tháng 2 năm 2023. Album có bao gồm sáu bài hát, trong đó Jimin được ghi là đồng sáng tác cho năm ca khúc trong khi thành viên cùng nhóm RM được ghi là sáng tác cho ba ca khúc: ca khúc thứ nhất "Face-Off", ca khúc thứ ba "Like Crazy" và ca khúc thứ sáu là phiên bản tiếng Anh của "Like Crazy". Cùng ngày, một đoạn video ngắn có cảnh quay hậu trường của Jimin trong quá trình sáng tạo cho album đã được đăng tải lên YouTube ngay sau đó. Vào ngày 7 tháng 3, Big Hit đã tung ra một bức ảnh với "tâm trạng" đen trắng, bức ảnh cho thấy Jimin đang ở trong một căn phòng gần như là trống rỗng cùng với một vài món đồ nội thất ở phía trên được phủ bằng một tầm vải trắng bao phủ trên toàn bộ sàn nhà, Jimin đang quay lưng về phía máy ảnh như thể như anh sắp rời đi, hình bóng của Jimin đã được chiếu sáng bởi ánh sáng từ ô cửa. Hai bộ ảnh concept lần lượt được thực hiện vào ngày 9 và ngày 10 tháng 3. Các bức ảnh của phiên bản "Hardware" có một hình ảnh nam cho thấy Jimin đang mặc áo khoác da màu đen nhìn thẳng vào máy ảnh, tiếp theo là cận cảnh khuôn mặt được trang trí bằng gai và đinh bạc trên lông mày, gò má và một chiếc khuyên môi nằm ở môi dưới, cơ thể của Jimin "dường như đang cởi trần" với những chiếc gai xếp thành tầng xuống một ở bên cổ và ngang qua xương đòn. Các bức ảnh từ phiên bản "Software" hầu như mang một cách tương phản và trực quan hơn so với những bức ảnh trước, trong phiên bản này, Jimin đã thể hiện một "khí chất tự nhiên và thuần khiết" hơn, anh đã mặc đồ màu trắng và ngồi trên một chiếc ghế dài màu trắng trong phòng giống với bức ảnh tâm trạng. Có một bức ảnh chụp cận cảnh kèm theo cho thấy một vài vết sẹo ở bên phải khuôn mặt của Jimin.

### Đĩa đơn
Đĩa đơn "Set Me Free Pt. 2" đã được phát hành trước album vào ngày 17 tháng 3 năm 2023. Tiêu đề của ca khúc có ngụ ý giống với ca khúc "Set Me Free" trong mixtape D-2 (2020) của Suga, thành viên cùng ban nhạc BTS. Mặc dù ca khúc của Jimin không hề liên quan đến ca khúc của Suga, nhưng trong một cuộc phỏng vấn với Consequence, được xuất bản cùng ngày với ngày phát hành đĩa đơn, Jimin đã nói rằng "chúng tôi không hề cố gắng chia thành phần một hay phần hai. Nhưng vì hóa ra bài hát của tôi nói về sự tự do và tiến về phía trước, còn bài hát của SUGA thì nói về một số câu chuyện đã xảy ra trước đó, nên tôi nghĩ sẽ tốt hơn nếu bài hát của tôi là phần tiếp theo cho ca khúc của SUGA". Bài hát đã được chọn là đĩa đơn đầu tiên trong album bởi vì do cường độ thực hiện và việc Jimin đã ra mắt solo "một cách đầy ấn tượng". Theo đó, video âm nhạc đi kèm đều tập trung nhiều vào khía cạnh trình diễn của ca khúc và cả "sự rung cảm mãnh liệt" của nó. Trong video, được đạo diễn bởi Oui Kim,, Jimin đóng vai trò là "người trung tâm chỉ huy một thói quen vũ đạo phức tạp", anh "di chuyển trên màn hình cùng với một nhóm vũ công, tất cả đều đồng loạt biểu diễn khi căn phòng đang lóe lên những làn sóng ánh sáng". Anh đã mô tả bài hát có "năng lượng của một tia sáng chiếu vào trong bóng tối... Nếu tôi phải nói một màu sắc cụ thể, tôi sẽ nói đó là màu đen và trắng." Ca khúc đã lọt vào vị trí thứ 30 trên bảng xếp hạng UK Singles Chart, trở thành đĩa đơn có thứ hạng cao nhất của một nghệ sĩ solo Hàn Quốc trong lịch sử bảng xếp hạng; Jimin đã vượt qua kỷ lục trước đó đã được thiết lập bởi thành viên cùng nhóm J-Hope, người đã ra mắt ở vị trí thứ 37 với ca khúc "On the Street. Bài hát cũng đã giành vị trí quán quân trong tập ngày 23 tháng 3 của chương trình M Countdown, đánh bại cả ca khúc "Set Me Free" của Twice, mặc dù Jimin vẫn chưa bắt đầu quảng bá trên các chương trình âm nhạc trong nước.
"Like Crazy" đã được phát hành dưới dạng đĩa đơn thứ hai của album vào ngày 24 tháng 3.  Video âm nhạc của ca khúc, cũng do Oui Kim đạo diễn, mở đầu bằng một đoạn hội thoại của Jennifer Lawrence trích từ bộ phim Yêu Dại Khờ năm 2011, đoạn hội thoại nói rằng "Em nghĩ chúng ta có thể sẽ tồn tại mãi mãi" trong khi Jimin được nhìn thấy là đang "đứng trong vòng xoáy ánh sáng xanh trong một quán hộp đêm đông đúc" khi đồng diễn của Lawrence là Anton Yelchin trả lời rằng "Nhưng anh lại sợ rằng mọi thứ sẽ biến mất". Lawrence nói với Yelchin rằng "Chỉ cần tin tưởng em" trong khi máy quay đang phóng to cảnh Jimin "đang tìm kiếm sự cô đơn trong nhà bếp và bắt đầu cất lên, 'Cô ấy đang nói / Em yêu, hãy đến và theo anh / Không có điều gì tồi tệ ở đây đêm nay'". Sau đó, một bàn tay vô hình đã nắm lấy và kéo anh vào một sàn nhảy đông người của một câu lạc bộ hộp đêm, nơi anh được cho là đang đi chậm rãi qua những người dự tiệc, chụp ảnh và lướt qua đám đông; cuối cùng phân cảnh kết thúc ở một "hành lang ma quái" với những bức tường rỉ ra một chất nhờn "đen đặc". Phần còn lại của hình ảnh dao động giữa việc Jimin đang tiệc tùng và vẫn đang cất tiếng hát trong một "nhà vệ sinh kỳ dị, giống như Transformer", và phân cảnh kết thúc với cảnh anh lại ở bàn bếp một lần nữa, bàn tay phải của anh bây giờ cũng được bao phủ bởi một "chất nhờn bí ẩn" và che camera đi. Bản phối lại cho đĩa đơn là bản "Deep House" và bản "UK Garage" cũng đã được phát hành vào ngày 26 tháng 3. "Like Crazy" ra mắt ở vị trí thứ tám trên bảng xếp hạng UK Singles Chart, vượt qua kỷ lục do ca khúc "Set Me Free" đã thiết lập một tuần trước đó để trở thành đĩa đơn ra mắt cao nhất của một nghệ sĩ solo Hàn Quốc trong lịch sử bảng xếp hạng OCC; anh là thành viên duy nhất của BTS lọt vào top 10.

### Quảng bá
Jimin đã được làm khách mời trong tập ngày 23 tháng 3 của chương trình trò chuyện The Tonight Show Starring Jimmy Fallon cho một cuộc phỏng vấn sau khi phát hành album Face. Vào ngày hôm sau anh đã xuất hiện trên chương trình radio của Big Hit trên kênh Hybe Labels và trên nền tảng Melon Station để thảo luận về album và các chủ đề khác với người hâm mộ'; phần một của tập đã được phát sóng một giờ sau khi album ra mắt, trong khi phần hai đã được phát sóng vào ngày 25 tháng 3. Anh cũng đã tham gia phân đoạn "Ask Me Anything" của Melon Spotlight; nền tảng đã xuất bản thêm những bức ảnh độc quyền đến từ sự kiện này. Vào buổi tối cùng ngày, Jimin đã xuất hiện trên chương trình The Tonight Show một lần nữa, với tư cách là khách mời âm nhạc trong tập ngày 24 tháng 3 của chương trình, và anh đã có một buổi biểu diễn cho ca khúc "Like Crazy" ra mắt truyền hình Hoa Kỳ.

## Đánh giá chuyên môn
| Đánh giá chuyên môn | Đánh giá chuyên môn |
| Điểm trung bình     | Điểm trung bình     |
| Nguồn               | Đánh giá            |
| ------------------- | ------------------- |
| Metacritic          | 84/100              |
| Nguồn đánh giá      |                     |
| Nguồn               | Đánh giá            |
| AllMusic            | [ 37 ]              |
| NME                 | [ 38 ]              |
| Consequence         | 83/100              |
| The Quietus         | 80/100              |
| Rolling Stone       | 80/100              |

Album "Face" nhìn chung đã nhận được nhiều phản hồi tích cực từ phía các nhà phê bình âm nhạc khi phát hành, họ đồng ý một điều rằng Jimin đã thành công trong công việc tạo ra một sự khác biệt về mặt sáng tạo và có tính phong cách nhiều hơn so với các tác phẩm trước đó, đặc biệt là những tác phẩm, những album của BTS. Sự tham gia hoàn toàn của Jimin vào dự án, đặc biệt là về phần sáng tác cũng là một điểm đáng để khen ngợi. Nhưng cũng có những lời chỉ trích nhỏ nhắm vào việc sử dụng quá nhiều Auto-Tune vào trong đĩa đơn chính của album, cũng như là sự ngắn gọn tổng thể của dự án. Trên Metacritic, một trang mạng tổng hợp điểm đánh giá trung bình của các nhà phê bình với thang điểm 100, album đã nhận được 84 điểm, dựa trên 5 bài đánh giá cũng đã đủ để cho thấy về "sự hoan nghênh toàn cầu" của album.
Rhian Daly từ tờ báo NME đã xếp hạng 4 sao trên 5 sao cho album, mô tả nó là "một bộ phim đối mặt với thực tế" có thể "nắm bắt được dòng cảm xúc phức tạp đi kèm với điều đó". Cô đồng thời nói thêm rằng ca khúc "Face-off" và "Alone" chính là hai điểm nổi bật của album, nhưng cô cảm thấy rằng ca khúc "Set Me Free Pt. 2" "hơi lạc đề" do "các lớp auto-tune dày đặc" vượt ra ngoài phong cách vốn mang tính biểu tượng và trở nên ghê rợn. Daly kết luận rằng, mặc dù album "FACE" có thể không hoàn hảo nhưng ngay cả trong những bước đi sai lầm, nó cũng phản ánh sự hỗn loạn của cuộc sống hiện đại và đặc biệt là trong vài năm gần đây. Nếu nhiệm vụ của Jimin trong bản thu âm này là thể hiện bản thân một cách sáng tạo và chắt lọc những sự bất hòa đó trong những bài hát này, thì đó chính là nhiệm vụ mà anh ấy đã hoàn thành".
India Roby từ tạp chí Nylon đã gọi Face chính là "tiếng hét trung thực vào khoảng không"—so với "tiếng thì thầm sôi sục" trong các dự án trước đây của Jimin—điều đó đã "lột bỏ được các lớp của [Jimin] và giải phóng toàn bộ tiềm năng của anh ấy ngoài cái tên BTS". "Bất chấp sự u ám và hỗn loạn" có mặt trong album, và cả việc Jimin đã "vật lộn với sự dày vò bản thân", Roby cho rằng đó cuối cùng là một dự án nói về "sự kiên cường và chiến thắng" đã cho Jimin một cơ hội thể hiện "sự sáng tạo chưa từng thấy" khi anh ấy "bày tỏ sự mong muốn phát triển vượt ra ngoài danh hiệu BTS" và để cho anh ấy "ở trên đỉnh cao của một thứ gì đó thậm chí còn vĩ đại hơn trong tương lai."
Trong bài đánh giá của trên Rolling Stone, nhà phê bình âm nhạc Maura Johnston, đã mô tả album Face là một album "mang tính khiêu khích nhưng rất hấp dẫn" đánh dấu bước ngoặt đầu tiên của Jimin hướng tới "sự phá vỡ ra khỏi mọi khuôn khổ mà trong đó anh ấy có thể được đặt." Cô đã chọn "Like Crazy" làm tâm điểm của album, vì cái cách mà nó thể hiện, một "phong cách hát uyển chuyển" của Jimin và "Set Me Free Pt. 2" chính là "ca khúc hấp dẫn nhất", với "sự pha trộn tạp âm giữa kèn đồng và synth kết hợp với hiệu ứng auto-tune", một "điệp khúc khăng khăng" và giọng hát của Jimin "biến thành một tiếng còi kêu gọi sự giải thoát của chính mình". Nhìn chung, Johnston đã tóm tắt album là một "sự thể hiện đầy hấp dẫn về thế mạnh nhạc pop của ca sĩ kiêm vũ công có giọng hát mượt mà". Veronica A. Bastardo từ tạp chí âm nhạc The Quietus đã chấm cho album này 80 trên 100 điểm. Bastardo đã cho rằng Face vốn từ lâu đã được "suy nghĩ một cách kỹ lưỡng" mặc dù khoảng thời gian phát hành của album là rất ngắn, người cũng đã nhận xét rằng hiện tại Jimin "với tư cách là một nghệ sĩ độc tấu mang đến với âm thanh bất ngờ cho một chất giọng cao phản nam mang tính đối lập của Jimin "rất không giống với những bản ballad mà anh đặc biệt được biết đến trước đây. Người cũng nhận xét là rất thích cái "cách tiếp cận thanh lịch cùng với hơi gợi cảm đối với các loại nhạc pop, hip-hop" của những bản thu âm và cái cách mà nó đã kết hợp với các thể loại "lo-fi synthwave của những năm thập niên 1980 và các khía cạnh kinh ngạc nhất của một số hành vi bẩn thỉu rồi lại chuyển sang thể loại nhạc phúc âm, guitar điện tử và sự biến dạng kỳ ảo để có thể truyền tải được những thông điệp từ âm nhạc của họ". Người cũng lưu ý một số điều như sự tập trung nặng nề vào các loại nhạc "hip hop và nhạc trap bị bóp méo". Bastardo đã kết thúc bài đánh giá của mình bằng một câu nhận định rằng, Face là một "lời nhắc nhở nối về các nghệ sĩ nhạc K-pop không phải là một dạng âm thanh vuông vắn, mà là một phong cách để có thể kết hợp các nghệ thuật với nhau theo cách của riêng họ".

## Diễn biến thương mại
Theo Hanteo Chart, album Face đã bán được khoảng 1.573.886 bản trong ngày đầu tiên ra mắt. Jimin đã trở thành nghệ sĩ solo đầu tiên trong lịch sử Bảng xếp hạng Hanteo vượt qua một triệu bản vào ngày phát hành và là nghệ sĩ solo thứ tư của một nhóm chỉ đứng sau Seo Tai-ji, Byun Baek-hyun và Jin (thành viên cùng nhóm BTS), có một album bán được hơn một triệu bản. Album đã bán được hơn 1,45 triệu bản trong tuần đầu tiên phát hành, phá vỡ kỷ lục về doanh số trong tuần đầu tiên phát hành cao nhất mọi thời đại của một nghệ sĩ solo; Lim Young-woong trước đây đã giữ cả hai kỷ lục về doanh số bán hàng với album phòng thu đầu tay Im Hero (2022), album đã bán được hơn 940.000 bản trong ngày đầu tiên phát hành và hơn 1,1 triệu bản trong tuần đầu tiên. Album Face đã mang về cho Jimin vị trí quán quân đầu tiên trên bảng xếp hạng Circle Album Chart, trên số tuần 12 cho khoảng thời gian từ ngày 19–25 tháng 3 năm 2023.
Tại Nhật Bản, album ra mắt tại vị trí số một trên bảng xếp hạng Oricon Albums Chart, với 222.120 bản được bán ra vào ngày đầu tiên phát hành. Tất cả sáu bài hát trong album đều lọt vào top 10 trong Bảng xếp hạng Digital Singles; lần lượt từ ca khúc "Like Crazy" ra mắt ở vị trí số một; "Set Me Free Pt. 2" trở lại ở vị trí thứ ba; "Face-Off", Like Crazy" (bản tiếng Anh), "Alone" và "Interlude: Dive" lần lượt ra mắt ở vị trí thứ 4 đến thứ 7. Album sau đó đã dẫn đầu số phát hành hàng tuần của cả hai bảng xếp hạng Oricon Albums và Digital Albums, cũng như là bảng xếp hạng Hot Albums của Billboard Japan. Theo Oricon, album Face đã đạt được doanh số trong tuần đầu tiên ra mắt lớn nhất cho một nghệ sĩ solo vào năm 2023, với tổng cộng hơn 225.000 bản đã được bán trong khoảng thời gian từ ngày 20–26 tháng 3 năm 2023. Trong số đó có khoảng 224.870 bản vật lí cùng với 5.264 bản kỹ thuật số đã được bán ra trong cùng khoảng thời gian đó. Face là album đầu tiên của một nghệ sĩ solo ra mắt ở vị trí quán quân trên cả hai bảng xếp hạng vào năm 2023.
Face đã ra mắt ở vị trí thứ hai tại Hoa Kỳ trên bảng xếp hạng Billboard 200 vào ngày 8 tháng 4 năm 2023, đưa Jimin trở thành nghệ sĩ đầu tiên ra mắt ở vị trí cao nhất trên bảng xếp hạng với dự án đầu tay chỉ đứng sau album Sour của Olivia Rodrigo ra mắt ở vị trí quán quân trong năm 2021. Album đã đạt kỷ lục doanh số cao thứ hai trong tuần đầu tiên trong năm 2023 chỉ đứng sau album phòng thu thứ ba của Morgan Wallen One Thing at a Time nắm giữ kỷ lục doanh số trong tuần đầu tiên lớn nhất năm 2023 với hơn 501.000 đơn vị và 164.000 đơn vị album tương đương được bán ra. Con số kỷ lục từ album Face bao gồm hơn 124.000 doanh số bán album thuần túy, đánh dấu tuần bán ra lớn nhất cho một album solo và lớn thứ ba về tổng thể trong năm 2023; Hơn 13.500 lượt phát trực tuyến cho đơn vị album tương đương (khoảng 19,51 triệu lượt phát trực tuyến chính thức theo yêu cầu của bài hát); và hơn 26.500 đơn vị album tương đương (TEA)—chủ yếu đến từ các doanh số bán hàng đến từ ca khúc "Like Crazy"—con số TEA lớn nhất trong năm 2023 đối với bất kỳ album nào với tuần bán hàng TEA lớn thứ hai nói chung, chỉ đứng sau album Midnights của Taylor Swift khi album đã kiếm được khoảng 34.000 đơn vị TEA vào tháng 11 năm 2022. Jimin đã trở thành nghệ sĩ solo Hàn Quốc có thứ hạng cao nhất mọi thời đại trên Billboard 200, vượt qua kỷ lục do RM lập trước đó, người đã đạt vị trí thứ 3 với album Indigo vào tháng 12 năm 2022. Trong tuần thứ 2 phát hành, album đã bán được thêm hơn 20.000 bản.

## Danh sách ca khúc
| Danh sách ca khúc cho album Face | Danh sách ca khúc cho album Face | Danh sách ca khúc cho album Face               | Danh sách ca khúc cho album Face | Danh sách ca khúc cho album Face |
| STT                              | Nhan đề                          | Sáng tác                                       | Nhà sản xuất                     | Thời lượng                       |
| -------------------------------- | -------------------------------- | ---------------------------------------------- | -------------------------------- | -------------------------------- |
| 1.                               | "Face-Off"                       | Pdogg Ghstloop Jimin Evan RM                   | Pdogg, Ghstloop                  | 3:49                             |
| 2.                               | "Interlude: Dive"                | Evan Ghstloop Pdogg                            | Evan Ghstloop Pdogg              | 2:10                             |
| 3.                               | "Like Crazy"                     | Pdogg Blvsh Chris James Ghstloop Jimin RM Evan | Pdogg Ghstloop                   | 3:32                             |
| 4.                               | "Alone"                          | Pdogg Jimin Ghstloop Evan                      | Pdogg                            | 3:31                             |
| 5.                               | "Set Me Free Pt. 2"              | Ghstloop Pdogg Jimin Supreme Boi               | Pdogg Ghstloop                   | 3:20                             |
| 6.                               | "Like Crazy" (English version)   | Pdogg Blvsh Chris James Ghstloop Jimin RM Evan | Pdogg Ghstloop                   | 3:32                             |
| Tổng thời lượng:                 | Tổng thời lượng:                 | Tổng thời lượng:                               | Tổng thời lượng:                 | 19:54                            |

| Ca khúc ẩn trong album vật lý | Ca khúc ẩn trong album vật lý | Ca khúc ẩn trong album vật lý | Ca khúc ẩn trong album vật lý | Ca khúc ẩn trong album vật lý |
| STT                           | Nhan đề                       | Sáng tác                      | Sản xuất                      | Thời lượng                    |
| ----------------------------- | ----------------------------- | ----------------------------- | ----------------------------- | ----------------------------- |
| 7.                            | "Letter" (tiếng Hàn: 편지)    | Pdogg Jimin Ghstloop Evan     | Pdogg                         | 3:50                          |

Ghi chú
- "Like Crazy" (bản tiếng Anh) trong album thực chất là một bản nhạc dài tận 10 phút bao gồm khoảng trống 2 phút 45 giây sau khi kết thúc bài hát và sau đó chính là ca khúc ẩn "Letter" được bắt đầu ở mốc 6:13, ca khúc có giọng hát nền của thành viên Jungkook (BTS).[55]

## Đội ngũ thực hiện
Đội ngũ tham gia sản xuất album Face đều dựa trên phần bìa ghi chú.
| - Jimin: Hát chính, nhà soạn nhạc, chơi keyboard, synthesizer. - Ghstloop: Nhà soạn nhạc, chơi keyboard, nhà sản xuất, synthesizer, hát nền. - P-Dogg: Nhà soạn nhạc, chơi keyboard, nhà sản xuất, synthesizer. - Evan: Nhà soạn nhạc, chơi keyboard, nhà sản xuất, synthesizer. - Blvsh: Nhà soạn nhạc. - RM: Nhà soạn nhạc. | - Chris James: Nhà soạn nhạc. - David Kim: Lập trình âm thanh. - Chris Gehringer: Hoàn chỉnh âm thanh. - Jeon Minkyu: Chỉ đạo nghệ thuật. - Supreme Boi: Hát nền. - Daniella Kim: A&R. - Daye Shin: A&R. |

## Bảng xếp hạng
| Bảng xếp hạng (2023)                     | Thứ hạng |
| ---------------------------------------- | -------- |
| Album Áo (Ö3 Austria)                    | 5        |
| Album Bỉ (Ultratop Vlaanderen)           | 7        |
| Album Bỉ (Ultratop Wallonie)             | 3        |
| Album Canada (Billboard)                 | 10       |
| Album Đan Mạch (Hitlisten)               | 22       |
| Album Hà Lan (Album Top 100)             | 35       |
| Album Phần Lan (Suomen virallinen lista) | 12       |
| Album Pháp (SNEP)                        | 5        |
| Album Đức (Offizielle Top 100)           | 7        |
| Album Hungaria (MAHASZ)                  | 2        |
| Album Ý (FIMI)                           | 29       |
| Album Nhật Bản (Oricon)                  | 1        |
| Nhật Bản Combined Albums (Oricon)        | 1        |
| Nhật Bản Digital Albums (Oricon)         | 1        |
| Nhật Bản Hot Albums (Billboard Japan)    | 1        |
| Album Lithuania (AGATA)                  | 3        |
| Album New Zealand (RMNZ)                 | 8        |
| Album Ba Lan (ZPAV)                      | 3        |
| Album Bồ Đào Nha (AFP)                   | 35       |
| Album Hàn Quốc (Circle)                  | 1        |
| Album Tây Ban Nha (PROMUSICAE)           | 22       |
| Album Thụy Điển (Sverigetopplistan)      | 55       |
| Album Thụy Sĩ (Schweizer Hitparade)      | 6        |
| Album Anh Quốc Digital (OCC)             | 29       |
| Album Hoa Kỳ Billboard 200               | 2        |
| Album Hoa Kỳ (Billboard World Albums)    | 1        |

| Bảng xếp hạng (2023)                  | Thứ hạng |
| ------------------------------------- | -------- |
| Album Hàn Quốc (Circle)               | 2        |
| Album Hàn Quốc (Circle) Weverse Album | 5        |
| Album Nhật Bản (Oricon)               | 2        |

## Chứng nhận doanh số
}}
| Quốc gia                                  | Chứng nhận | Số đơn vị/doanh số chứng nhận |
| ----------------------------------------- | ---------- | ----------------------------- |
| Nhật Bản (RIAJ)                           | Bạch kim   | 250.000^                      |
| Hàn Quốc                                  | —          | 1.573.886^                    |
| ^ Chứng nhận dựa theo doanh số nhập hàng. |            |                               |

## Lịch sử phát hành
| Quốc gia | Ngày phát hành      | Định dạng                          | Phiên bản                                     | Hãng đĩa | Nguồn  |
| -------- | ------------------- | ---------------------------------- | --------------------------------------------- | -------- | ------ |
| Toàn cầu | 24 tháng 3 năm 2023 | CD tải kỹ thuật số phát trực tuyến | Bản thường Weverse US Exclusive Weverse Album | Big Hit  | [ 87 ] |
| Nhật Bản | 25 tháng 3 năm 2023 | CD tải kỹ thuật số phát trực tuyến | Bản thường Weverse US Exclusive Weverse Album | Big Hit  | [ 88 ] |
| Hoa Kỳ   | 24 tháng 3 năm 2023 | CD tải kỹ thuật số phát trực tuyến | Bản thường Weverse US Exclusive               | Big Hit  | [ 89 ] |
| Hoa Kỳ   | 10 tháng 4 năm 2023 | Tải kỹ thuật số phát trực tuyến    | Weverse Album                                 | Big Hit  | [ 89 ] |